# Partido de la Unión Republicana Socialista
Die Partido de la Unión Republicana Socialista  (PURS) war eine politische Partei in Bolivien, welche zwischen 1946 und 1952 die Regierung stellte. Trotz ihres Namens war sie eine Partei des Großbürgertums.
Die Partei entstand 1946 als Zusammenschluss vier kleinerer Parteien. Sie unterstützte die Präsidentschaften von Enrique Hertzog und Mamerto Urriolagoitia Harriague.
Die PURS repräsentierte die alte, teilweise noch feudalistische Ordnung in Bolivien. Unter ihr war Bolivien zwar eine Gelenkte Volkswirtschaft, die Entscheidungen wurden aber zugunsten der Großgrundbesitzer und Bergbaugesellschaften getroffen, die eng mit dem Staat verflochten waren.
1952 verlor die Partei ihre Macht mit der Bolivianischen Revolution. in der zweiten Hälfte des 20. Jahrhunderts verschwand die Partei endgültig.